# Edvard Hambro
Edvard Hambro (* 22. August 1911 in Christiania; † 1. Februar 1977 in Oslo) war ein norwegischer Politiker und Diplomat.

## Leben
Edvard Hambro schloss 1934 sein Jurastudium an der Universität von Oslo ab und machte 1936 seinen Doktor in Politikwissenschaft an der Universität Genf. Nach dem Ende des Zweiten Weltkrieges war er von 1946 bis 1953 erster Kanzler des neu entstandenen Internationalen Gerichtshofes in Genf.
Von 1961 bis 1969 saß Hambro, der der konservativen Partei Høyre angehörte, für Bergen im Storting. Er leitete am 15. September 1970 die 25. Tagung der Generalversammlung der Vereinten Nationen. Zu dieser Zeit vertrat er sein Land auch als Botschafter bei den Vereinten Nationen. Zwischen 1976 und 1977 fungierte er dann noch als norwegischer Botschafter in Paris.